# ワールドラグビーパシフィックチャレンジ
ワールドラグビーパシフィックチャレンジ（World Rugby Pacific Challenge）は、2006年からオセアニアで毎年開催されているラグビーユニオンの大会である。各国の正代表出場経験のないU23の「A代表（第2代表）」チームで競われる。オセアニアラグビー、ワールドラグビーが運営する。

## 概要
2018年から、サモア・フィジー・トンガの出場者のうち、優秀な選手が「パシフィック・コンバイン（Pacific Combine）」に参加する権利を得る。パシフィック・コンバインは、ワールドラグビーが全額出資する太平洋諸島に対する1週間の選手育成プログラム。

## 沿革
2006年から2010年まで、パシフィック・ラグビー・カップ（Pacific Rugby Cup）として開催。フィジー、サモア、トンガの太平洋諸島3か国からそれぞれ2チームずつ参加した。2010年まで、U23などの年齢制限は無かった。
2011年から2014年まで、「パシフィックラグビーカップ・オ―ストラリアシリーズ（Pacific Rugby Cup Australian series）」となり、「U23選手によるA代表（第2代表）」のチームが競う大会へ刷新。オーストラリアの学生チームやクラブチームも参加した。
2013年から、日本はこの大会のためのU23で構成するA代表チーム「ジュニア・ジャパン」を結成し、参加を始めた。2012年度から、日本ラグビーフットボール協会は若手選手育成プロジェクト「ジュニア・ジャパン」プログラムをスタートさせていた。
2015年から「ワールドラグビー パシフィックチャレンジ（World Rugby Pacific Challenge）」に大会名を変更し、現在に至る。2015年大会では、カナダとアメリカ合衆国も参加した。
2017年から3大会連続で日本は準優勝となり、2020年には初優勝を果たした。
2021年・2022年は新型コロナウイルス感染症の世界的流行の影響で中止となった。
2023年大会で、日本はU23「ジュニア・ジャパン」ではなく、U20日本代表が「ジュニア・ジャパン」として参加。年齢的に不利な条件で各国のU23チームと対戦した。
2024年4月開催「ワールドラグビーパシフィックチャレンジ2024」は、日本・フィジー・サモア・トンガによるU23のA代表（第2代表）育成大会となった。「2024年4月10日時点で23歳以下の選手23名と、18歳以上で年齢を問わない5名の選手」をチーム構成要件を明示。日本はU20日本代表メンバーを基本とし、シニア選手（21歳）を数名加えて「JAPAN XV（ジャパンフィフティーン）」というチーム名で参加。4年ぶり（2大会ぶり）に優勝した。

## 大会一覧
| 年   | 開催日                                           | 参加 チーム数                                    | 優勝                                             | 準優勝                                           | 会場都市（国）                                   | 備考          |
| ---- | ------------------------------------------------ | ------------------------------------------------ | ------------------------------------------------ | ------------------------------------------------ | ------------------------------------------------ | ------------- |
| 2006 | 4月15日-5月20日                                  | 6                                                | Savaii Samoa                                     | Fiji Warriors                                    | アピア（サモア）                                 | [ 18 ]        |
| 2007 | 3月31日-5月5日                                   | 6                                                | Upolu Samoa                                      | Tau'uta Reds                                     | ヌクアロファ（トンガ）                           | [ 18 ]        |
| 2008 | 4月18日-5月24日                                  | 6                                                | Tautahi Gold                                     | Upolu Samoa                                      | アピア（サモア）                                 | [ 19 ]        |
| 2009 | 4月24日-5月29日                                  | 6                                                | Fiji Warriorss                                   | Upolu Samoa                                      | アピア（サモア）                                 | [ 20 ]        |
| 2010 | 5月5日-5月29日                                   | 6                                                | Fiji Warriors                                    | Fiji Barbarians                                  | スバ（フィジー）                                 | [ 21 ]        |
| 2011 | 2月19日-3月26日                                  | 9                                                | Fiji Warriors                                    | Samoa A                                          | 各地                                             | [ 22 ]        |
| 2012 | 2月24日-10月19日                                 | 11                                               | Fiji Warriors                                    | Samoa A                                          | 各地                                             | [ 23 ]        |
| 2013 | 3月1日-4月7日                                    | 4                                                | Fiji Warriors                                    | Samoa A                                          | 各地                                             | [ 24 ]        |
| 2014 | 2月21日-3月23日                                  | 9                                                | Pampas XV                                        | Queensland A                                     | シドニー（オーストラリア）                       | [ 25 ]        |
| 2015 | 3月10日-3月23日                                  | 6                                                | Pampas XV                                        | Fiji Warriors                                    | スバ（フィジー）                                 | [ 26 ] [ 27 ] |
| 2016 | 3月8日-3月21日                                   | 4                                                | Fiji Warriors                                    | Samoa A                                          | スバ（フィジー）                                 | [ 28 ]        |
| 2017 | 3月10日-3月18日                                  | 4                                                | Fiji Warriors                                    | ジュニア・ジャパン                               | スバ（フィジー）                                 | [ 29 ]        |
| 2018 | 3月9日-3月17日                                   | 4                                                | Fiji Warriors                                    | ジュニア・ジャパン                               | スバ（フィジー）                                 | [ 30 ]        |
| 2019 | 3月8日-3月16日                                   | 4                                                | Fiji Warriors                                    | ジュニア・ジャパン                               | スバ（フィジー）                                 | [ 31 ]        |
| 2020 | 3月6日-3月14日                                   | 4                                                | ジュニア・ジャパン                               | Fiji Warriors                                    | スバ（フィジー）                                 | [ 32 ] [ 33 ] |
| 2021 | 新型コロナウイルス感染症の世界的流行の影響で中止 | 新型コロナウイルス感染症の世界的流行の影響で中止 | 新型コロナウイルス感染症の世界的流行の影響で中止 | 新型コロナウイルス感染症の世界的流行の影響で中止 | 新型コロナウイルス感染症の世界的流行の影響で中止 |               |
| 2022 | 新型コロナウイルス感染症の世界的流行の影響で中止 | 新型コロナウイルス感染症の世界的流行の影響で中止 | 新型コロナウイルス感染症の世界的流行の影響で中止 | 新型コロナウイルス感染症の世界的流行の影響で中止 | 新型コロナウイルス感染症の世界的流行の影響で中止 |               |
| 2023 | 4月10日-4月20日                                  | 4                                                | Fiji Warriors                                    | Samoa A                                          | アピア（サモア）                                 | [ 34 ] [ 35 ] |
| 2024 | 4月10日-4月20日                                  | 4                                                | JAPAN XV                                         | Fiji Warriors                                    | アピア（サモア）                                 | [ 16 ] [ 17 ] |